# Kid Auto Races at Venice
Kid Auto Races at Venice (també titulada “The Pest”) és una pel·lícula muda de la Keystone dirigida per Henry Lehrman i protagonitzada per Charles Chaplin. Es va estrenar el 7 de febrer de 1914. Es tracta de la primera pel·lícula a estrenar-se en la que Chaplin interpreta el paper de Charlot. Malgrat que Chaplin ja s'havia inventat el personatge per a la pel·lícula “Mabel's Strange Predicament”, aquesta es va estrenar dos dies més tard. El 2020, el National Film Registry de la Biblioteca del Congrés dels Estats Units la va seleccionar per a la seva preservació degut al seu interès cultural, històric o estètic.

## Argument
La pel·lícula està ambientada en una cursa de cotxes infantil que transcorre a Venice (Los Angeles). Inicialment es presenta com si fos un autèntic noticiari, en el que un espectador (Charlot) s'interposa contínuament en el pla de la càmera, causant una gran frustració del director que al principi li demana que s'aparti educadament però que en les escenes finals l’acaba tirant a terra múltiples vegades.

## Repartiment
- Charlie Chaplin (Charlot)
- Henry Lehrman (director de la pel·lícula)
- Frank D. Williams (cameràman)

## Producció
La Junior Vanderbilt Cup va ser un esdeveniment que es va crear a Los Angeles com a activitat en paral·lel a la Vanderbilt Cup, la primera cursa de cotxes dels Estats Units, en la que s'organitzaven diferents curses de mainada amb diferents aparells. La Keystone va decidir gravar allà una pel·lícula improvisant gags davant dels espectadors reals de l'esdeveniment. La gravació va durar uns 45 minuts i com que es tractava de només mitja bobina (5 minuts) la seva edició va ser ràpida, per lo que es va estrenar abans que l’anterior pel·lícula de Chaplin, “Mabel's Strange Predicament”. Es tracta d’un dels primers exemples en que una pel·lícula trenca la quarta paret, la barrera imaginària que separa l'espectador de l'escena. Bona part de la pel·lícula és rodada amb el punt de vista del cameràman que ha de patir com Charlot s'interposa contínuament en el rodatge per sortir a la pel·lícula i solament en alguns plans una segona càmera mostra el rodatge de la primera per ajudar a entendre a l'espectador el que passa en realitat. En aquest sentit, es converteix en una de les primeres pel·lícules en mostrar el rodatge d’una pel·lícula.